# Luis Ricardo Alonso
Luis Ricardo Alonso (Parres, Asturias, junio de 1929-Lancaster, Pensilvania, EE. UU, octubre de 2015) fue un novelista cubanoespañol.

## Biografía
Hijo de padre español y madre cubana, emigró a Cuba de niño con su familia. Estudió Derecho y Periodismo en La Habana, donde se afilió al Partido del Pueblo Cubano. Colaboró con la revista Bohemia, opositora del régimen de Fulgencio Batista. Partidario de la revolución cubana, participó en la lucha clandestina y en el derrocamiento del dictador. Ocupó cargos importantes en el nuevo régimen de Fidel Castro: fue jefe de despacho del Ministerio de Educación y embajador en Perú, Noruega, Suiza y Gran Bretaña. Finalmente, rompió en 1965 con el régimen comunista y se instaló en Estados Unidos. Durante muchos años fue profesor de Literatura Española en el Franklin and Marshall College de Lancaster, Estados Unidos, ciudad en la murió con 86 años.

## Novelas
Su obra narrativa fue publicada en España por la editorial Destino y por Madú Ediciones.
- Territorio libre (1966)
- El candidato (1970, Finalista del Premio Nadal en 1969)
- Los dioses ajenos (1971)
- El Palacio y la Furia (1976)
- El Supremísimo (1981)
- La estrella que cayó una noche en el mar (1995, premio Asturias de novela).
- La segunda muerte de Cristo (2007)